# Монте-Кавалло
Монте-Кавалло (итал. Monte Cavallo) — коммуна в Италии, располагается в области Марке, в провинции Мачерата.
Население коммуны, на 01.01.2024 года, составляет 102 человека, плотность населения — 2,62 чел./км². Занимает площадь 38 км². 
Почтовый индекс — 62030. Телефонный код — 0737.
Покровителем коммуны почитается святой Бенедикт Нурсийский, празднование 21 марта.

## Демография
Динамика населения:

## Администрация коммуны
- Официальный сайт: https://web.archive.org/web/20061210224458/http://www.montecavallo.sinp.net/SINPV2/Aspx/_comuni/Home.aspx